# Football Club Lausanne-Sport 2008-2009
Questa voce raccoglie le informazioni riguardanti il Football Club Lausanne-Sport nelle competizioni ufficiali della stagione 2008-2009.

## Stagione
Nella stagione 2008-2009 il Losanna, allenato da Thierry Cotting e John Dragani, concluse il campionato di Challenge League al 7º posto. In Coppa Svizzera il Losanna fu eliminato al secondo turno dal Neuchâtel Xamax.

## Rosa
| N. |                          | Ruolo | Calciatore            |
| -- | ------------------------ | ----- | --------------------- |
| 1  | Svizzera (bandiera)      | P     | Damien Djuric         |
| 2  | Svizzera (bandiera)      | C     | Dylan Stadelmann      |
| 3  | Svizzera (bandiera)      | D     | Alexandre Barroso     |
| 5  | Svizzera (bandiera)      | D     | Baptiste Buntschu     |
| 6  | Guinea-Bissau (bandiera) | C     | Abdul Carrupt         |
| 7  | Svizzera (bandiera)      | C     | Marco Gabriele        |
| 8  | Svizzera (bandiera)      | C     | Antoine Rey           |
| 9  | Francia (bandiera)       | A     | Kamel Boughanem       |
| 9  | Brasile (bandiera)       | A     | Pedro Henrique Konzen |
| 10 | Italia (bandiera)        | C     | Marco Balthazar       |
| 11 | Italia (bandiera)        | A     | Dario Drago           |
| 12 | Svizzera (bandiera)      | C     | Alexandre Pasche      |
| 13 | Portogallo (bandiera)    | A     | Luís Pimenta          |
| 14 | Svizzera (bandiera)      | D     | Thomas Pavlik         |

| N. |                         | Ruolo | Calciatore         |
| -- | ----------------------- | ----- | ------------------ |
| 15 | RD del Congo (bandiera) | C     | Ridge Mobulu       |
| 16 | Svizzera (bandiera)     | D     | Diango Malacarne   |
| 17 | Svizzera (bandiera)     | D     | Admir Bilibani     |
| 18 | Svizzera (bandiera)     | P     | Mathieu Débonnaire |
| 19 | Albania (bandiera)      | C     | Vullnet Basha      |
| 20 | Svizzera (bandiera)     | C     | Nicolas Marazzi    |
| 21 | Svizzera (bandiera)     | C     | Paulo Diogo        |
| 22 | Francia (bandiera)      | A     | Nicolas Hélin      |
| 23 | Brasile (bandiera)      | A     | Soares             |
| 24 | Francia (bandiera)      | D     | Jérôme Sonnerat    |
| 25 | Svizzera (bandiera)     | P     | Anthony Favre      |
| 32 | Brasile (bandiera)      | A     | Mauro Silva        |
|    | Svizzera (bandiera)     | D     | Adriano De Pierro  |

## Organigramma societario
Area tecnica
- Allenatore: John Dragani
- Allenatore in seconda: Giovanni Vavassori
- Preparatore dei portieri:
- Preparatori atletici:

## Calciomercato

### Sessione estiva
| Acquisti | Acquisti          | Acquisti          | Acquisti |
| R.       | Nome              | da                | Modalità |
| -------- | ----------------- | ----------------- | -------- |
| D        | Alexandre Barroso | La Chaux-de-Fonds |          |
| D        | Admir Bilibani    | Nea Salamis       |          |
| A        | Kamel Boughanem   | Lugano            |          |
| A        | Nicolas Hélin     | Malley            |          |
| C        | Nicolas Marazzi   | Yverdon           |          |
| C        | Paulo Diogo       | Sciaffusa         |          |
| D        | Jérôme Sonnerat   | La Chaux-de-Fonds |          |

| Cessioni | Cessioni         | Cessioni             | Cessioni |
| R.       | Nome             | a                    | Modalità |
| -------- | ---------------- | -------------------- | -------- |
| D        | Jamal Kaissi     | Malley               |          |
| C        | Thierry Ebe      | Le Mont              |          |
| D        | Fabien Lacroix   | Stade Lausanne-Ouchy |          |
| C        | Marco Malgioglio | Le Mont              |          |
| D        | Bigambo Rochat   | Sion II              |          |
| P        | Damien Warpelin  | Stade Nyonnais       |          |

### Sessione invernale
| Acquisti | Acquisti     | Acquisti | Acquisti |
| R.       | Nome         | da       | Modalità |
| -------- | ------------ | -------- | -------- |
| A        | Luís Pimenta | Baulmes  |          |

| Cessioni | Cessioni        | Cessioni | Cessioni |
| R.       | Nome            | a        | Modalità |
| -------- | --------------- | -------- | -------- |
| A        | Marcelo Toscano | Paulista |          |
| D        | Eli Sabiá       | Paulista |          |

## Risultati

### Challenge League

#### andata
| Arbitro: | Zimmermann |

|  |           |                                |
|  | Marcatori | 52’ Drago 75’ (rig.) Boughanem |

| Arbitro: | Studer |

|                                |           |              |
| Boughanem 10’ (rig.), 57’, 88’ | Marcatori | 15’ Scarione |

| Gossau 9 agosto 2008, ore 18:30 CEST 3ª giornata | Gossau | 0 – 0 referto | Losanna | Sportanlage Buechenwald (650 spett.)\| Arbitro: \| Amhof \| |
| Arbitro:                                         | Amhof  |               |         |                                                             |

| Losanna 16 agosto 2008, ore 18:30 CEST 4ª giornata | Losanna | 0 – 0 referto | Wil | Stade Olympique de la Pontaise (2 200 spett.)\| Arbitro: \| Bieri \| |
| Arbitro:                                           | Bieri   |               |     |                                                                      |

| Arbitro: | Hänni |

|           |           |                                     |
| Pasche 2’ | Marcatori | 6’ Schultz 22’ Diethelm 86’ Omofefe |

| Arbitro: | Gremaud |

|                                            |           |               |
| Šimunovič 3’ Barlecaj 31’, 63’ (rig.), 65’ | Marcatori | 18’ Balthazar |

| Arbitro: | Grossen |

|                                       |           |                                          |
| Hélin 25’ Balthazar 36’ Malacarne 38’ | Marcatori | 19’ (rig.) Ademi 65’ Todisco 73’ Katanha |

| Arbitro: | Rogalla |

|                                    |           |  |
| Balthazar 45’ Boughanem 66’ (rig.) | Marcatori |  |

| Arbitro: | Graf |

|             |           |           |
| Kusunga 40’ | Marcatori | 47’ Basha |

| Arbitro: | Hänni |

|           |           |  |
| Renfer 2’ | Marcatori |  |

| Arbitro: | Kever |

|                      |           |  |
| Boughanem 23’ (rig.) | Marcatori |  |

| Arbitro: | Bieri |

|                                  |           |                      |
| Bieli 13’ Mathys 48’ Morello 86’ | Marcatori | 63’ (rig.) Boughanem |

| Arbitro: | Amhof |

|  |           |                                                 |
|  | Marcatori | 4’ Winter 13’, 53’ Merenda 14’ Dabo 75’ Cáceres |

| Arbitro: | Lanfranchi |

|                        |           |           |
| Bühler 2’ Oppliger 90’ | Marcatori | 6’ Pasche |

| Arbitro: | Jaccottet |

|                                      |           |            |
| Boughanem 8’, 67’ (rig.) Barroso 36’ | Marcatori | 44’ Maliqi |

#### ritorno
| Arbitro: | Gremaud |

|                 |           |  |
| Sandro 40’, 87’ | Marcatori |  |

| Arbitro: | Jaccottet |

|                      |           |                  |
| Boughanem 40’ (rig.) | Marcatori | 27’ Schiendorfer |

| Arbitro: | Winter |

|                         |           |  |
| Akdemir 29’ Lezcano 34’ | Marcatori |  |

| Arbitro: | Speranda |

|  |           |                                        |
|  | Marcatori | 5’ Malacarne 19’, 62’ (rig.) Boughanem |

| Arbitro: | Zimmermann |

|           |           |             |
| Hélin 64’ | Marcatori | 42’ Berisha |

| Sciaffusa 6 aprile 2009, ore 20:00 CEST 21ª giornata | Sciaffusa | 0 – 0 referto | Losanna | Stadion Breite (788 spett.)\| Arbitro: \| Poma \| |
| Arbitro:                                             | Poma      |               |         |                                                   |

| Arbitro: | Lanfranchi |

|  |           |                                            |
|  | Marcatori | 66’ Boughanem 70’ Hélin 85’ (aut.) Pollini |

| Arbitro: | Grossen |

|  |           |                       |
|  | Marcatori | 67’ (rig.) Vitkieviez |

| Arbitro: | Klossner |

|              |           |             |
| Balthazar 7’ | Marcatori | 39’ Valente |

| Arbitro: | Kever |

|  |           |                       |
|  | Marcatori | 30’ Marazzi 83’ Hélin |

| Arbitro: | Laperrière |

|                 |           |                               |
| Pasche 53’, 62’ | Marcatori | 12’ Bieli 27’ Kim 37’ Schürpf |

| Arbitro: | Rogalla |

|                                            |           |  |
| Cáceres 21’ Merenda 38’ Muntwiler 45’, 76’ | Marcatori |  |

| Arbitro: | Wermelinger |

|                               |           |                       |
| Carrupt 44’ (rig.) Mobulu 45’ | Marcatori | 90’ (rig.) de Azevedo |

| Arbitro: | Gut |

|                              |           |                |
| Hélin 43’, 74’ Boughanem 90’ | Marcatori | 70’ Gavranović |

| Arbitro: | Laperrière |

|                     |           |                                          |
| Kavak 37’ Madou 39’ | Marcatori | 23’ Marazzi 42’ Boughanem 66’, 68’ Hélin |

### Coppa Svizzera
| 19 settembre 2008, ore 20:00 CEST Primo turno | FC Grand-Lancy | 0 – 3 | Losanna |  |

| 18 ottobre 2008, ore 17:30 CEST Secondo turno | Losanna | 1 – 2 | Neuchâtel Xamax |  |

## Statistiche

### Statistiche di squadra
| Competizione     | Punti | In casa | In casa | In casa | In casa | In casa | In casa | In trasferta | In trasferta | In trasferta | In trasferta | In trasferta | In trasferta | Totale | Totale | Totale | Totale | Totale | Totale | DR |
| Competizione     | Punti | G       | V       | N       | P       | Gf      | Gs      | G            | V            | N            | P            | Gf           | Gs           | G      | V      | N      | P      | Gf     | Gs     | DR |
| ---------------- | ----- | ------- | ------- | ------- | ------- | ------- | ------- | ------------ | ------------ | ------------ | ------------ | ------------ | ------------ | ------ | ------ | ------ | ------ | ------ | ------ | -- |
| Challenge League | 41    | 15      | 6       | 5       | 4       | 23      | 22      | 15           | 5            | 3            | 7            | 18           | 21           | 30     | 11     | 8      | 11     | 41     | 43     | -2 |
| Coppa Svizzera   | -     | 1       | 0       | 0       | 1       | 1       | 2       | 1            | 1            | 0            | 0            | 3            | 0            | 2      | 1      | 0      | 1      | 4      | 2      | +2 |
| Totale           | 41    | 16      | 6       | 5       | 5       | 24      | 24      | 16           | 6            | 3            | 7            | 21           | 21           | 32     | 12     | 8      | 12     | 45     | 45     | 0  |

### Andamento in campionato
| Giornata  | 1 | 2 | 3 | 4 | 5 | 6 | 7 | 8 | 9 | 10 | 11 | 12 | 13 | 14 | 15 | 16 | 17 | 18 | 19 | 20 | 21 | 22 | 23 | 24 | 25 | 26 | 27 | 28 | 29 | 30 |
| --------- | - | - | - | - | - | - | - | - | - | -- | -- | -- | -- | -- | -- | -- | -- | -- | -- | -- | -- | -- | -- | -- | -- | -- | -- | -- | -- | -- |
| Luogo     | T | C | T | C | C | T | C | C | T | T  | C  | T  | C  | T  | C  | T  | C  | T  | T  | C  | T  | T  | C  | C  | T  | C  | T  | C  | C  | T  |
| Risultato | V | V | N | N | P | P | N | V | N | P  | V  | P  | P  | P  | V  | P  | N  | P  | V  | N  | N  | V  | P  | N  | V  | P  | P  | V  | V  | V  |
| Posizione | 4 | 3 | 5 | 4 | 5 | 9 | 9 | 7 | 8 | 9  | 8  | 10 | 10 | 11 | 9  | 11 | 10 | 11 | 10 | 10 | 10 | 10 | 10 | 10 | 9  | 9  | 10 | 8  | 7  | 7  |

Legenda:

Luogo: C = Casa; T = Trasferta. Risultato: V = Vittoria; N = Pareggio; P = Sconfitta.

### Statistiche dei giocatori
| M. Balthazar  | 22 | 4  | 5 | 0 |
| A. Barroso    | 27 | 1  | 4 | 0 |
| V. Basha      | 23 | 1  | 5 | 0 |
| A. Bilibani   | 24 | 0  | 3 | 0 |
| K. Boughanem  | 29 | 15 | 1 | 0 |
| B. Buntschu   | 10 | 0  | 0 | 1 |
| A. Carrupt    | 5  | 1  | 0 | 0 |
| A. De Pierro  | 0  | 0  | 0 | 0 |
| P. Diogo      | 28 | 0  | 4 | 0 |
| D. Djuric     | 0  | 0  | 0 | 0 |
| D. Drago      | 19 | 1  | 1 | 0 |
| M. Débonnaire | 9  | 0  | 2 | 0 |
| A. Favre      | 21 | 0  | 2 | 0 |
| M. Gabriele   | 6  | 0  | 0 | 0 |
| P. Henrique   | 0  | 0  | 0 | 0 |
| N. Hélin      | 26 | 8  | 2 | 0 |
| J. Kaissi     | 1  | 0  | 0 | 0 |
| D. Malacarne  | 21 | 2  | 4 | 0 |
| N. Marazzi    | 23 | 2  | 4 | 1 |
| R. Mobulu     | 10 | 1  | 0 | 0 |
| A. Pasche     | 29 | 4  | 3 | 0 |
| T. Pavlik     | 0  | 0  | 0 | 0 |
| L. Pimenta    | 11 | 0  | 0 | 0 |
| A. Rey        | 17 | 0  | 3 | 0 |
| E. Sabiá      | 15 | 0  | 3 | 0 |
| M. Silva      | 0  | 0  | 0 | 0 |
| S. Soares     | 3  | 0  | 1 | 0 |
| J. Sonnerat   | 27 | 0  | 3 | 0 |
| D. Stadelmann | 2  | 0  | 2 | 0 |
| M. Toscano    | 5  | 0  | 0 | 0 |